# Hydrothermarchaeota
„Candidatus Hydrothermarchaeota“ ist eine Kandidatenphylum von Archaeen im Reich Methanobacteriati, das früher als Marine Benthic Group-E (MBG-E) bezeichnet wurde.
Die Gruppe umfasst anaerobe chemoautotrophe Organismen, die Kohlenmonoxid und/oder Wasserstoff als Elektronendonator nutzen und in eisen- und schwefelreichen marinen Unterwasserquellen nachgewiesen wurden.
Hydrothermarchaeota kommen reichlich in oder an den hydrothermalen Quellen des Juan-de-Fuca-Rückens und anderen marinen Hydrothermalquellen vor.
Es wurden aber auch vereinzelt Gensequenzen an terrestrischen Thermalquellen und im Grundwasser gefunden.
Die Gruppe ist phylogenetisch von den großen anderen Archaeengruppen getrennt, doch erst jüngere Studien (2021) haben die Position innerhalb des Reichs Methanobacteriati geklärt.
Genomanalysen deuten auf ein Potenzial für die Oxidation von Kohlenmonoxid (sog. Carboxidotrophie) sowie für die Reduktion von Sulfat und Nitrat hin; außerdem auf Chemotaxis und Motilität.

## Systematik
Die Systematik des Kandidatenphylums Hydrothermarchaeota ist mit Stand Anfang August 2025 wie folgt:
Phylum „Ca. Hydrothermarchaeota“ Jungbluth et al. 2017(L,N,G) [Marine benthic group E, MBG-E(N)]
- Klasse „Ca. Hydrothermarchaeia“ Chuvochina et al. 2019 bzw. 2023(L,N,G)
  - Ordnung „Ca. Hydrothermarchaeales“ Chuvochina et al. 2023 bzw. 2019(L,N,G)
    - Familie „Ca. Hydrothermarchaeaceae“ Chuvochina et al. 2023 bzw. 2019(L,N)
      - Gattung „Ca. Hydrothermarchaeum“ Chuvochina et al. 2019 bzw. 2023(L,N,[A. 2]G)
        - Spezies „Ca. Hydrothermarchaeum profundi“ Chuvochina et al. 2019 bzw. 2023(L,N,G) [inkl. Ca. Hydrothermarchaeota archaeon JdFR-18(N)]
          - Stamm GCA 002011125.1(L)
          - Stamm JdFR-18(N,G) alias GCA_002011125.2(G)

– Fundort: Juan-de-Fuca-Rücken (JdFR), Pazifik(N)
      - Gattung JAHJSX01(G)
        - Spezies JAHJSX01 sp018830205(G) [Archaeon isolate OS_PC_MetaG.mb.32(N)]
          - Stamm OS_PC_MetaG.mb.32(N,G)
– Fundort: Metagenom, Grundwasser im Osten von Oskarshamn (OS), Schweden(N)

        - Spezies JAHJSX01 sp036446855(G) [Ca. Hydrothermarchaeaceae archaeon isolate BS2bin.40(N)]
          - Stamm BS2bin.40(N,G)
– Fundort: Metagenom, Oberflächensediment von der Bashistraße, Pazifik(N)

        - Spezies JAHJSX01 sp036482035(G) [Ca. Hydrothermarchaeaceae archaeon isolate SCS8bin.11(N)]
          - Stamm SCS8bin.11(N,G)
– Fundort: Metagenom, Wanhu Hills,[4] Seamounts östlich von Süd-Hainan, Pazifik(N)

    - Familie f__BMS3B(G) - in der LPSN und NCBI-Taxonomie ohne Zuweisung zu einer Klasse, Ordnung oder Familie(L,N)
      - Gattung „Ca. Pyrohabitans“ Adam et al. 2022(L,N,G)
        - Spezies „Ca. Pyrohabitans jungbluthii“ Adam et al. 2022(L,N,G) [inkl. Candidatus Hydrothermarchaeota archaeon JdFR-16(N)]
          - Stamm JdFR-16(L,N,G)
– Fundort: Fluide der basaltischen Kruste, Nitinat Fan,[5] Pazifik, östlich von Seattle(N)

        - Spezies Pyrohabitans sp002011115(G) [Ca. Pyrohabitans sp. JdFR-17(N), Ca. Hydrothermarchaeota archaeon JdFR-17(N)]
          - Stamm JdFR-17(N,G)
– Fundort: Fluide der basaltischen Kruste, Nitinat Fan,[5] Pazifik, östlich von Seattle(N)

        - Spezies Pyrohabitans sp013152685(G) [Methanobacteriota archaeon isolate M_MaxBin.100(N)]
          - Stamm M_MaxBin.100(N,G)
– Fundort: Metagenom von sulfidischem Hydrothermalschlot, im Gebiet vom Albatros-Plateau,[6] Juan-de-Fuca-Rücken (JdFR), Pazifik(N)

        - Spezies Pyrohabitans sp015521565(G) [Ca. Hydrothermarchaeota archaeon isolate S141_78_esom(N)]
          - Stamm S141_78_esom(N,G)
– Fundort: Metagenom vom Sediment einer Tiefssee-Hydrothermalquelle, Brothers Volcano, Pazifik(N)
          - Stämme S141_metabat2_scaf2bin.206; 128-326_metabat2_scaf2bin.073(G)

        - Spezies Pyrohabitans sp015521615(G) [Ca. Hydrothermarchaeota archaeon isolate S141_67_esom(N)]
          - Stamm S141_67_esom(N,G)
– Fundort: Metagenom vom Sediment einer Tiefssee-Hydrothermalquelle, Brothers Volcano, Pazifik(N)
          - Stämme S141_metabat2_scaf2bin.123; S140_maxbin2_scaf2bin.101; S139_metabat2_scaf2bin.193(G)

      - Gattung BMS3B(G)
        - Spezies BMS3B sp002897955(G) [Archaeon BMS3Bbin15(N)]
          - Stamm BMS3Bbin15(N,G)
– Fundort: Sulfidisches Tiefsee-Sediment(N)
          - Stamm DRR093004_bin.91_CONCOCT_v1.1_MAG(N,G)

        - Spezies BMS3B sp003229935(G) [Methanobacteriota archaeon isolate SZUA-158(N)]
          - Stamm SZUA-158(N,G)
– Fundort: Schwarzer Raucher im Guaymas-Becken, Golf von Kalifornien, Mexiko(N)

      - Gattung JAADFH01(G)
        - Spezies JAADFH01 sp013152995(G) [Methanobacteriota archaeon isolate M_MaxBin.010(N)]
          - Stamm M_MaxBin.010(N,G)
– Fundort: Metagenom von sulfidischem Hydrothermalschlot, im Gebiet vom Albatros-Plateau,[6] Pazifik(N)

        - Spezies JAADFH01 sp015521945(G) [Ca. Hydrothermarchaeota archaeon isolate S140_74_esom(N)]
          - Stamm S140_74_esom(N,G)
– Fundort: Metaganom von Tiefsee-Sediment, Brothers Volcano, Pazifik(N)
          - Stämme S012_132_esom; S146_116_esom; 128-326_metabat1_scaf2bin.046(G)

        - Spezies JAADFH01 sp026989875(G) [Archaeon isolate 354-166_metabat2_scaf2bin.037(N)]
          - Stamm 354-166_metabat2_scaf2bin.037(N,G)
– Fundort: Metagenom von Hydrothermalquelle, Mittelatlantischer Rücken(N)

    - Familie f__JAADFM01(G)
      - Gattung JAADFM01(G)
        - Spezies JAADFM01 sp013152845(G) [Methanobacteriota archaeon isolate M_MaxBin.027(N)]
          - Stamm M_MaxBin.027(N,G)
– Fundort: Metagenom von sulfidischem Hydrothermalschlot, im Gebiet vom Albatros-Plateau,[6] Ostpazifischer Rücken(N)

    - Familie f__JACQPM01(G)
      - Gattung JACQPM01(G)
        - Spezies JACQPM01 sp016207475(G) [Methanobacteriota archaeon isolate NC_groundwater_1307_Ag_S-0.2um_61_78(N)]
          - Stamm NC_groundwater_1307_Ag_S-0.2um_61_78(N,G)
– Fundort: Metagenom von Grundwasser, Modesto, Kalifornien(N)

        - Spezies JACQPM01 sp038046745(G) [Ca. Hydrothermarchaeota archaeon isolate H32-bin130_1(N)]
          - Stamm H32-bin130_1(N,G)
– Fundort: Grundwasserproben vom Hainich[A. 3](N)

    - Familie f__JACRDW01(G)
      - Gattung JACRDW01(G)
        - Spezies JACRDW01 sp016212785(G) [Methanobacteriota archaeon isolate NC_groundwater_1682_Pr3_B-0.1um_46_15(N)]
          - Stamm NC_groundwater_1682_Pr3_B-0.1um_46_15(N,G)
– Fundort: Grundwasser-Metagenom, Middletown, Kalifornien(N)

    - Familie f__JALUUU01(G)
      - Gattung JALUUU01(G)
        - Spezies JALUUU01 sp027021185(G) [Archaeon isolate 128-326_metabat1_scaf2bin.045(N)]
          - Stamm 128-326_metabat1_scaf2bin.045(N,G)
– Fundort: Metagenom aus marinen Hydrothermalquellen im Lau-Becken (Lau Basin[9][10])(N)

    - Familie f__JAZFTJ01(G)
      - Gattung JAZFTJ01(G)
        - Spezies JAZFTJ01 sp036446635(G) [Ca. Hydrothermarchaeales archaeon isolate BS2bin.30(N)]
          - Stamm BS2bin.30(N,G)
– Fundort: Metagenom von marinem Sediment, Bashistraße, Pazifik(N)

    - Familie f__JAZGAD01(G)
      - Gattung JAZGAD01(G)
        - Spezies JAZGAD01 sp036444275(G) [Ca. Hydrothermarchaeales archaeon isolate SCS1bin.18(N)]
          - Stamm SCS1bin.18(N,G)
– Fundort: Gebiet der Dryer Banks,[11] Pazifik(N)

    - Familie f__SZUA-236(G)
      - Gattung J060(G)
        - Spezies J060 sp003695745(G) [Methanobacteriota archaeon isolate J060(N)]
          - Stamm J060(N,G)
– Fundort: Metegenom von Heßer Quelle Jinata Onsen, Insel Shikine-jima, Präfektur Tokio, Japan(N)

      - Gattung SZUA-236(G)
        - Spezies SZUA-236 sp002923215(G) [Archaeon BMS3Abin16(N)]
          - Stamm BMS3Abin16(N,G)
– Fundort: Metagenom: Sulfidische Ablagerungen unter dem Seeboden(N)
          - Stämme BMS3Bbin16; DRR093005_bin.29_CONCOCT_v1.1_MAG(G)

        - Spezies SZUA-236 sp003230355(G)(G) [Methanobacteriota archaeon isolate SZUA-236(N)]
          - Stamm SZUA-236(N,G)
– Fundort: Guaymas-Becken, Golf von Kalifornien, Mexiko(N)

    - Familie f__WAQR01(G)
      - Gattung WAQR01(G)
        - Spezies WAQR01 sp015520145(G) [Candidatus Hydrothermarchaeota archaeon isolate S146_76_esom
          - Stamm S146_76_esom(N,G)
– Fundort: Metagenom eines hydrothermalen Schlots, Brothers Volcano, Pazifik(N)

  - Ordnung o__JALTZZ01(G)
    - Familie f_JALTZZ01(G)
      - Gattung JALTZZ01(G)
        - Spezies JALTZZ01 sp027051165(G) [Archaeon isolate S141_metabat2_scaf2bin.181(N)]
          - Stamm S141_metabat2_scaf2bin.181(N,G)
– Fundort: Mariner Hydrothermal-Schlot, Brothers Volcano, Pazifik(N)

    - Familie f_JALUTC01(G)
      - Gattung JALUTC01(G)
        - Spezies JALUTC01 sp027051265(G) [Archaeon isolate S141_metabat2_scaf2bin.124(N)]
          - Stamm S141_metabat2_scaf2bin.124(N,G)
– Fundort: Mariner Hydrothermal-Schlot, Brothers Volcano, Pazifik(N)

        - Spezies JALUTC01 sp027058345(G) [Archaeon isolate S146_metabat2_scaf2bin.220(N)]
          - Stamm S146_metabat2_scaf2bin.220(N,G)
– Fundort: Mariner Hydrothermal-Schlot, Brothers Volcano, Pazifik(N)
- ohne Zuweisung zu einer Klasse, Ordnung, Familie oder Gattung(N)
  - Spezies Uncultured marine benthic group E euryarchaeote clone 290(N)
– Fundort: Grundwasser, Schweden(N)
  - Spezies Uncultured marine benthic group E euryarchaeote clone 483(N)
– Fundort: Grundwasser, Schweden(N)
  - Spezies Uncultured marine benthic group E euryarchaeote clone AR50-1_G02_F(N)
– Fundort: Marines Sediment im Osten vom De Soto Valley[12], Golf von Mexiko(N)
  - Spezies Uncultured marine benthic group E euryarchaeote clone DFS3_D05(N)
– Fundort: Äolische Inseln, südliches Tyrrhenisches Meer, Italien(N)
  - Spezies Uncultured marine benthic group E euryarchaeote clone DCS_C06(N)
– Fundort: Biofilm aus 26 m Tiefe, Äolische Inseln, südliches Tyrrhenisches Meer, Italien(N)
  - Spezies Uncultured marine benthic group E euryarchaeote clone DCS_G05(N)
– Fundort: Biofilm aus 26 m Tiefe, Äolische Inseln, südliches Tyrrhenisches Meer, Italien(N)
  - Spezies Uncultured marine benthic group E euryarchaeote clone Ma29_4A_80(N)
– Fundort: Tiefsee-Sediment aus 1260 m Tiefe, Marmarameer(N)

(L) – List of Prokaryotic names with Standing in Nomenclature (LPSN)
(N) – Taxonomie des National Center for Biotechnology Information (NCBI)
(G) – Genome Taxonomy Database (GTDB)
Anm.: Der erstgenannte „Stamm“ (bzw. DNA-Sequenz, MAG) ist die Referenz.